# Anosia jimiensis
Anosia jimiensis är en fjärilsart som beskrevs av Miller 1978. Anosia jimiensis ingår i släktet Anosia och familjen praktfjärilar. Inga underarter finns listade i Catalogue of Life.